# 靈感4號
靈感4號（英語：Inspiration4、特殊写法：Inspirati④n）是世界上首个全部由平民执行的载人飞行任务，该任务由亿万富翁企业家贾里德·艾萨克曼赞助与指挥、SpaceX负责执行。
本次任务于2021年9月15日由猎鹰9号火箭发射升空，四名乘员乘坐载人龙飞船绕飞地球约3天后於美国东部时间9月18日19时06分在佛罗里达海岸进行海面濺落。这次飞行计划达到高达585（364英里）的轨道高度，这是自双子座计划和阿波罗计划以来载人飞行从未达到过的高度。

## 背景
2021年2月1日，SpaceX宣布将于2021年第四季度前發射靈感4號。
本次任务由贾里德·艾萨克曼赞助，旨于为圣犹达儿童研究医院筹集2亿美元的慈善捐款，同时贾里德·艾萨克曼将为该医院独自捐款1亿美元
。

## 机组成员

### 寓意
灵感4号设有四张船票，分别象征领导能力、希望、慷慨和繁荣，由SpaceX公司选定目标发放船票。四名宇航员都接受SpaceX公司的商业宇航员培训，包括航天动力学、微重力环境操作、压力测试、应急准备培训和任务模拟等课程
。

### 成员
贾里德 · 艾萨克曼是本次航天任务的指挥官、首位乘员，他拥有丰富飞行经验，象征着领导能力。
2021年初，癌症幸存者海莉·阿赛诺被选定为本次航天任务的第二位乘员，她的船票象征着希望，在载人飞行任务中担任医疗官。十岁时的阿塞诺被诊断为骨癌并接受了化疗与膝关节置换手术。至2020年，28岁的阿塞诺重回童年时就诊的医院并受聘为助理医师入院工作，负责照料患有白血病和淋巴瘤的儿童。若本次任务成功完成， 阿赛诺会是有史以来最年轻的美国宇航员。
本次航天任务的第三位乘员是在洛克希德·马丁公司工作的克里斯多福·森布羅斯基，他的船票象征着慷慨，担任任务专家，负责管理龙飞船的诸多载荷和通讯联络等工作。當時作為為醫院籌集2億美元的活動的一部分，St. Jude 抽出了第二個任務席位，名為St. Jude Mission: Inspired，但其實任務席位是由一位來自安柏瑞德航空大學的匿名人士抽中，但出於個人因素，該位匿名人士決定將船票讓渡給同樣參與了此次抽獎，由美國空軍退伍、經驗豐富的友人克里斯多福·森布羅斯基。
本次航天任务的第四位乘员是曾是美国宇航局宇航员候选人的希恩·普罗科特博士，她的船票象征着繁荣，她的經歷使得她在载人飞行任务中担任任务飞行员、指挥官备份。
| 岗位       | 航天员                                  | 航天员                                  |
| ---------- | --------------------------------------- | --------------------------------------- |
| 航天指挥官 | 贾里德·艾萨克曼 "Rook" 第1次飞行        | 贾里德·艾萨克曼 "Rook" 第1次飞行        |
| 飞行员     | 希恩·普罗科特 "Leo" 第1次飞行           | 希恩·普罗科特 "Leo" 第1次飞行           |
| 医务人员   | 海莉·阿赛诺 "Nova" 第1次飞行            | 海莉·阿赛诺 "Nova" 第1次飞行            |
| 任务专家   | 克里斯多福·森布羅斯基 "Hanks" 第1次飞行 | 克里斯多福·森布羅斯基 "Hanks" 第1次飞行 |

## 航天器
灵感4号的機鼻被換成全景玻璃罩，任务于2021年9月16日使用猎鹰9号 Block 5 型运载火箭搭载第二代载人龙飞船坚韧号从肯尼迪航天中心39A发射台发射升空，这是坚韧号继SpaceX载人1号之后的第二次飞行。美国东部时间2021年9月18日19时06分（北京时间19日7时06分），龙飞船安全降落在美国佛罗里达州海岸附近。

## 飞行

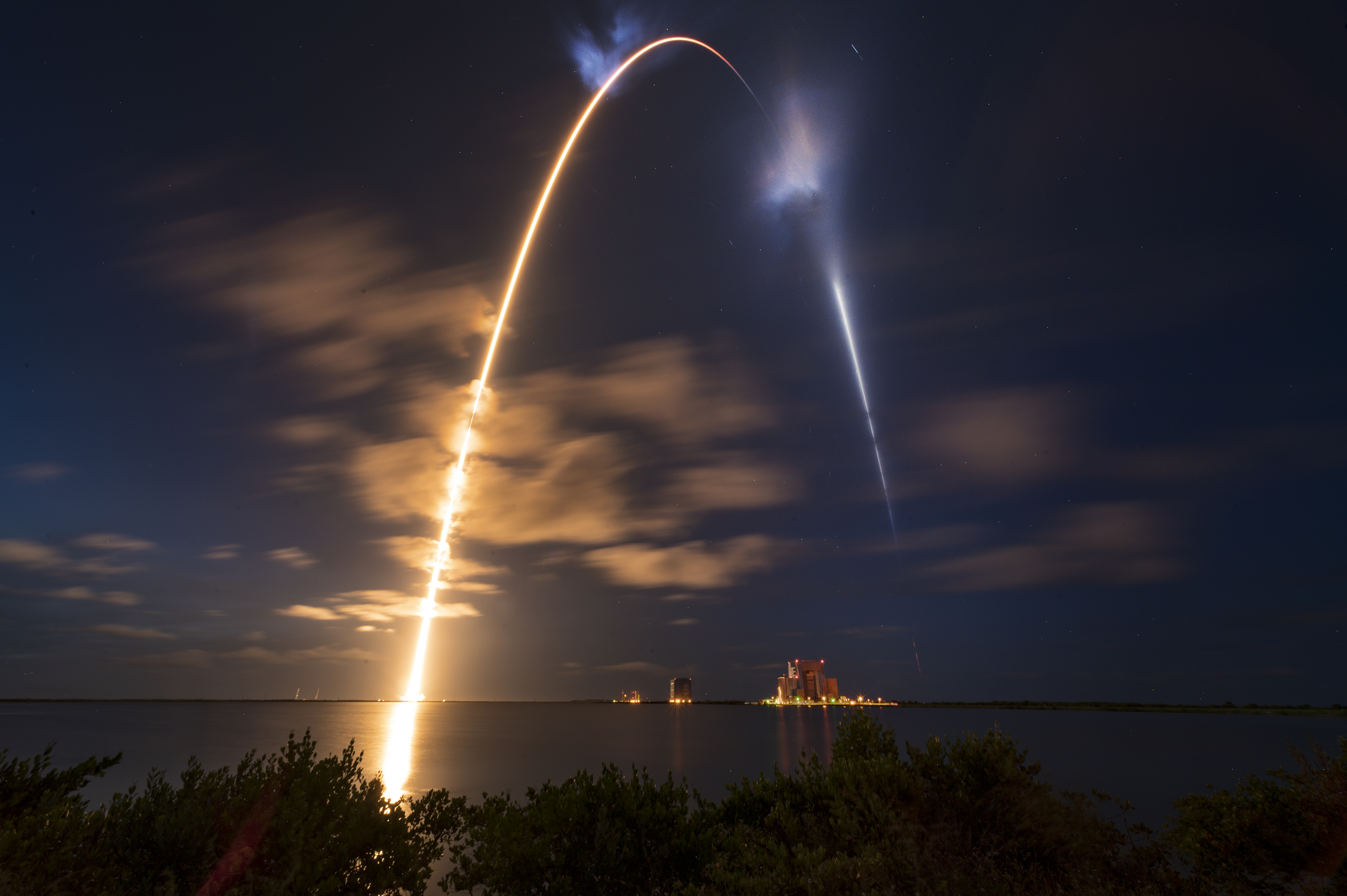
灵感4号发射

坚韧号在2021年9月16日00:02:56(UTC)在肯尼迪航天中心39A平台，由猎鹰9号Block 5运载火箭发射升空，也是该火箭的第三次飞行任务。
飞船以51.6°的倾角发射，随着坚韧号入轨，三艘龙飞船同时绕地球飞行，奋进号正在执行SpaceX载人2号任务，而C208在执行CRS-23任务。灵感4号也是自2009年STS-125以来第一次自由飞行的载人龙飞船任务和第一次不与空间站对接的载人轨道任务。
每个机组成员都被分配了一个单独的呼号以进行通信；贾里德·艾萨克曼的呼号是“Rook”，希恩·普罗科特的呼号是“Leo”，海莉·阿赛诺的呼号是“Nova”，克里斯多福·森布羅斯基的呼号是“Hanks”。